# Blitzkrieg Bop/Havana Affair
Blitzkrieg Bop/Havana Affair è il primo singolo pubblicato dal gruppo musicale punk statunitense Ramones. Uscito nel febbraio 1976 negli Stati Uniti e nel luglio 1976 nel Regno Unito, il brano è presente anche nell'album di debutto della band (Ramones, 1976), sebbene in una versione differente (che diventerà quella più conosciuta). Sul lato B è presente il brano Havana Affair.
Blitzkrieg Bop si apre con il coro "Hey! Ho! Let's go!", diventato uno degli slogan più famosi del gruppo ed è utilizzato negli Stati Uniti in contesti sportivi.
La canzone occupa il 92º posto nella classifica delle 500 migliori canzoni di tutti i tempi della rivista Rolling Stone e nel marzo 2004 la rivista Q ha piazzato il brano alla posizione 31 nella lista delle 100 migliori Guitar Tracks.

## Tracce[8][9]
- Lato A

1. Blitzkrieg Bop - 2:12

- Lato B

1. Havana Affair - 1:58

## Significato diBlitzkrieg Bop
Blitzkrieg Bop fa riferimento alla guerra lampo (in tedesco Blitzkrieg), tattica concepita dalla Germania durante la seconda guerra mondiale. La canzone è stata scritta principalmente dal batterista Tommy Ramone, mentre il bassista Dee Dee Ramone è l'ideatore del titolo (il brano si intitolava originariamente Animal Hop). Dee Dee ha inoltre cambiato una strofa: l'originale "shouting in the back now" è diventata così "shoot 'em in the back now".

## Significato diHavana Affair
La canzone, scritta con un tono umoristico, fa riferimento al tentativo d'invasione statunitense all'isola di Cuba tramite uno sbarco nella Baia dei Porci il 17 aprile 1961.

## Video
Il video di Blitzkrieg Bop è stato girato durante il live Loco Live e distribuito nel maggio del 1992, e mostra la band in concerto.

## Blitzkrieg Bopnella cultura di massa
La canzone è stata citata in numerosi ambiti della cultura popolare, tra cui:
- nei videogiochi Tony Hawk's Pro Skater 3[13] e Rock Band[14].
- nei film Rock 'n' Roll High School (1979)[15], National Lampoon's Vacation (1983)[16], Detroit Rock City (1999)[17], Jimmy Neutron - Ragazzo prodigio (2001)[18], L'inventore di favole (2003)[19], Ammesso (2006)[20], Final Destination 3 (2006)[21] e Spider-Man: Homecoming (2016).

## Formazione
- Joey Ramone - voce
- Johnny Ramone - chitarra
- Dee Dee Ramone - basso e voce d'accompagnamento
- Tommy Ramone - batteria

## Cover e omaggi a Blitzkrieg Bop
- Tra le varie cover di Blitzkrieg Bop da ricordare quelle di Rob Zombie nell'album We're a Happy Family, The Beautiful South, Screeching Weasel nell'album cover Ramones del primo album della band ed in Beat Is on the Brat e dei Sort Sol nell'album The Song Ramones the Same.
- La band Pop punk dei Green Day ha eseguito una cover di Blitzkrieg Bop, Rockaway Beach e Teenage Lobotomy alla cerimonia d'ingresso dei Ramones nella Rock and Roll Hall of Fame, nel 2002[22].
- Nel 2004 Henry Rollins, fan di lunga data dei Ramones cantò questa ed altre canzoni della band (insieme a Steve Jones dei Sex Pistols, Eddie Vedder dei Pearl Jam, Tim Armstrong dei Rancid, i Red Hot Chili Peppers ed altri ancora) durante un concerto tributo ai Ramones per il trentesimo anniversario della fondazione del gruppo, che venne poi immortalato nel film-documentario Too Tough to Die: a Tribute to Johnny Ramone[23].
- Nel 2006 il cantante Jim Lindberg dei Pennywise ha partecipato alla creazione di un album di cover dei Ramones per bambini, Brats on the Beat, suonando Blitzkrieg Bop.
- È presente nell'album di cover di Dee Dee Ramone Greatest & Latest in una versione cantata da Dee Dee.
- Una cover in italiano è stata fatta da Jo Squillo, Violetami, presente nell'album Girl senza paura del 1981.

## Cover e omaggi a Havana Affair
La canzone è stata reinterpretata dai Red Hot Chili Peppers nell'album tributo ai Ramones We're a Happy Family e nel concerto Live at Slane Castle e da molte altre band, tra cui gli Screeching Weasel nell'album cover Ramones del primo album della band ed in Beat Is on the Brat e dal gruppo heavy metal D-A-D.